# پیپت درختی
پیپت درختی با نام علمی Anthus trivialis پرنده‌ای کوچک از راستهٔ گنجشک‌سانان است که در بیشتر نواحی اروپا و مناطق معتدل غرب و مرکز آسیا زندگی می‌کند و در ایران نیز یافت می‌شود. این پرنده مهاجر بوده و مسافتی طولانی را در کوچ زمستانی می‌پیماید تا به آفریقا و جنوب آسیا برسد.

## ویژگی‌های ریخت‌شناسی
پیپت درختی یکی از انواع کوچک پیپت‌هاست و به پیپت چمنزار شباهت دارد. رنگ‌آمیزی پرهای پرنده به‌گونه‌ایست که او را از دید شکارچیان مخفی می‌سازد. پیپت درختی دارای پرهایی قهوه‌ای رنگ در بالاتنه و شکمی سفید با نقوشی سیاهرنگ و سینه‌ای نخودی رنگ است. تفاوت این گونه با گونهٔ تقریباً کوچکترجثهٔ پیپت چمنزار وجود نوک کلفت‌تر و تضاد رنگ بیشتر بین سینهٔ نخودی و شکم سفیدرنگ آن است. همچنین پیپت درختی می‌تواند به‌آسانی بر روی درختان بنشیند.
پیپت درختی دارای آوای قوی و متمایز از آوای ضعیف خویشاوند خود است. همچنین پرواز این پرنده با صدایی خاص همراه است.

## رفتارشناسی
پیپت درختی در جنگل‌های باز و خارستان‌ها لانه می‌کند. او آشیانۀ خود را بر روی زمین ساخته و در فصل تولیدمثل بین ۴ تا ۸ تخم در آن می‌گذارد. این گونه نیز همچون دیگر پیپت‌ها حشره‌خوار است اما در عین‌حال از بذرها و دانه‌ها نیز تغذیه می‌کند.

## نگارخانه

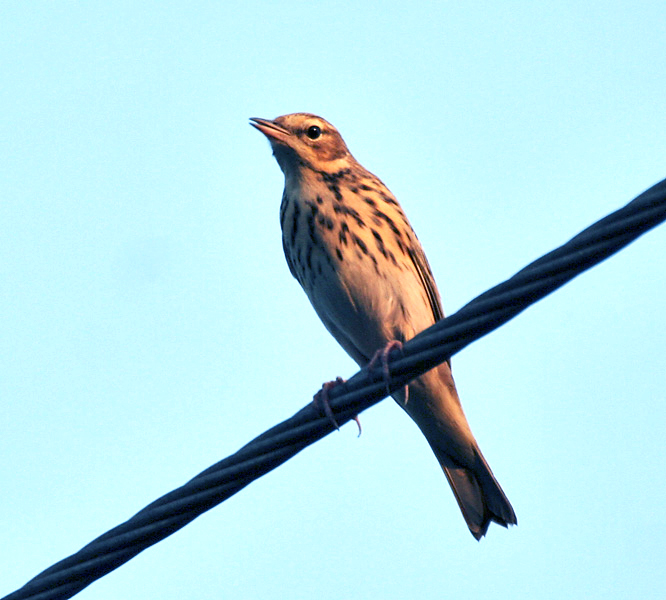
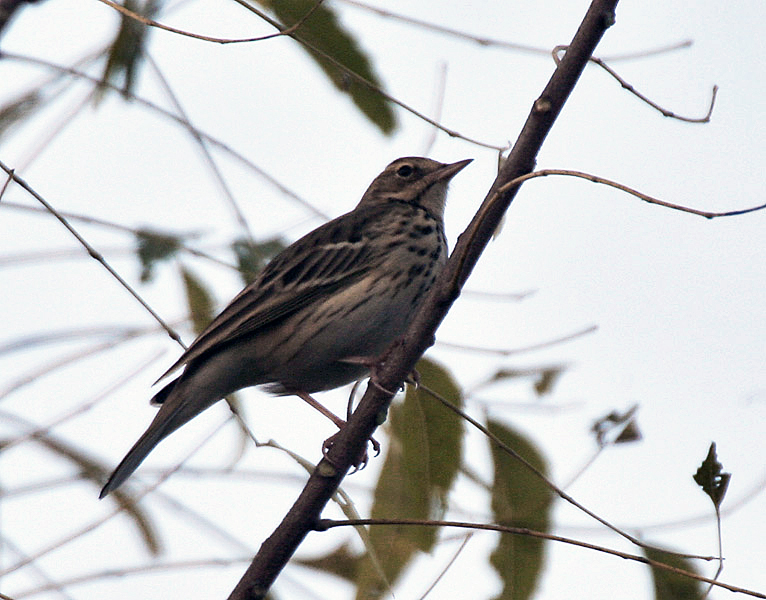
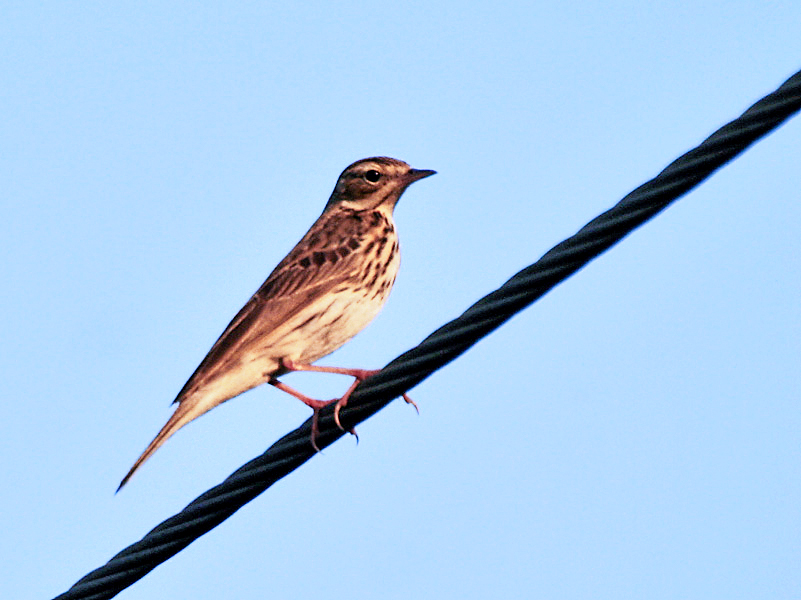
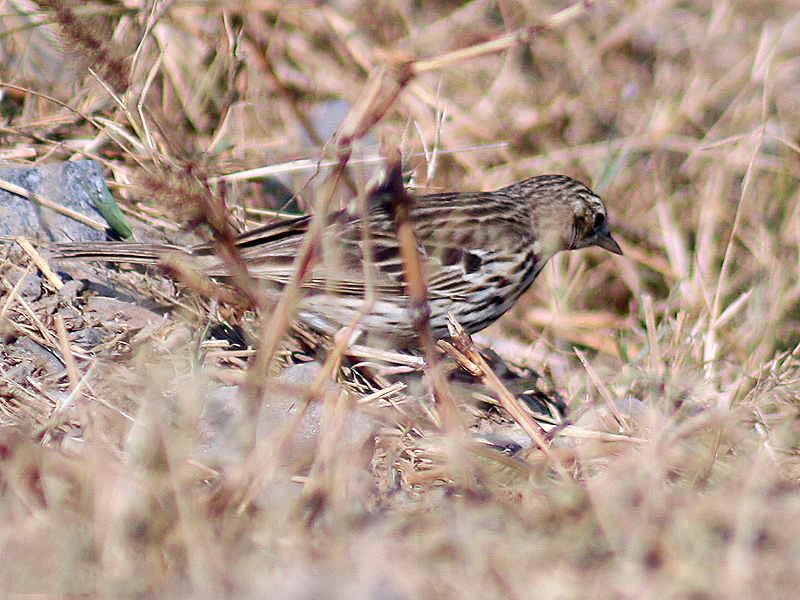
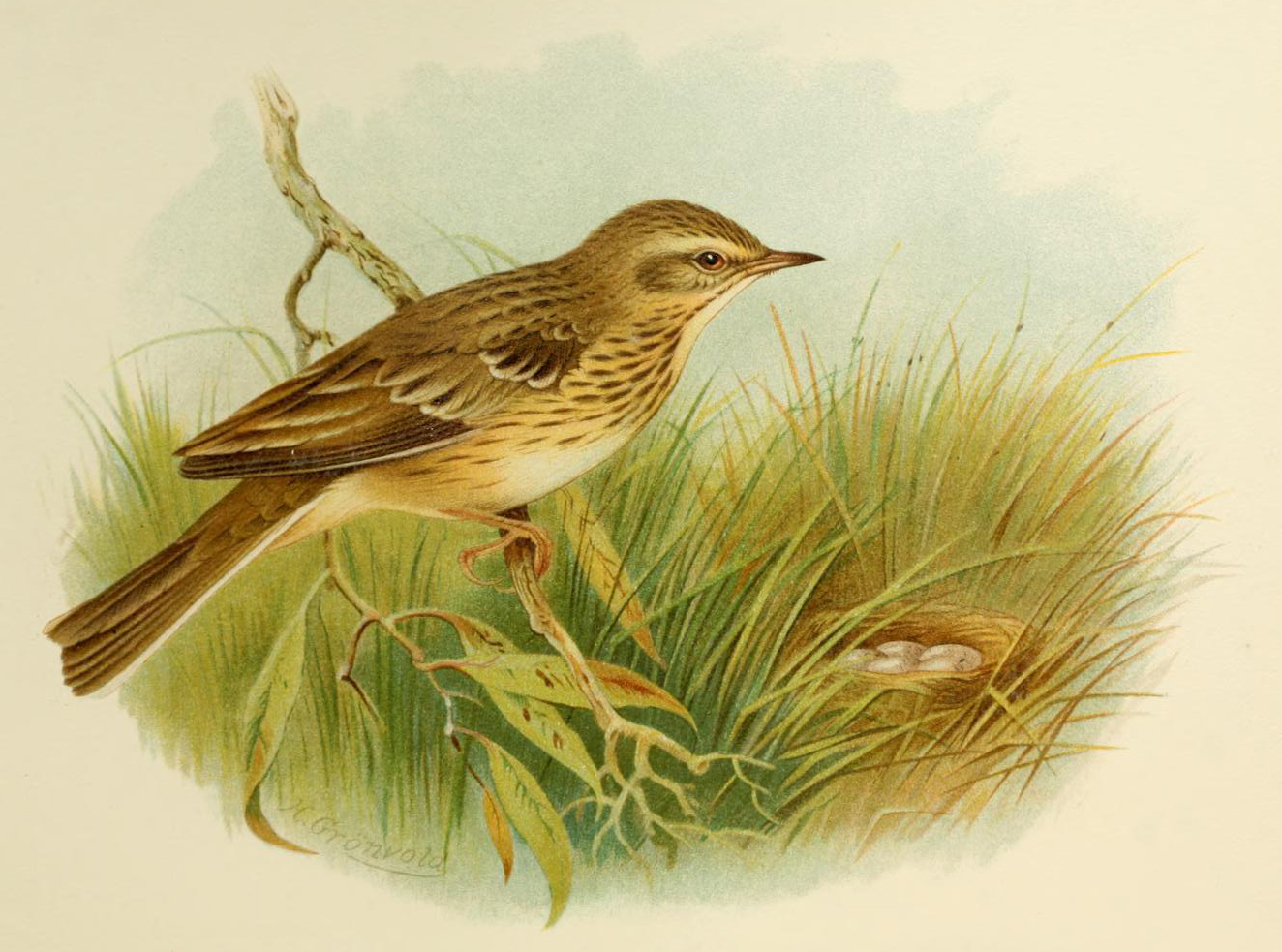
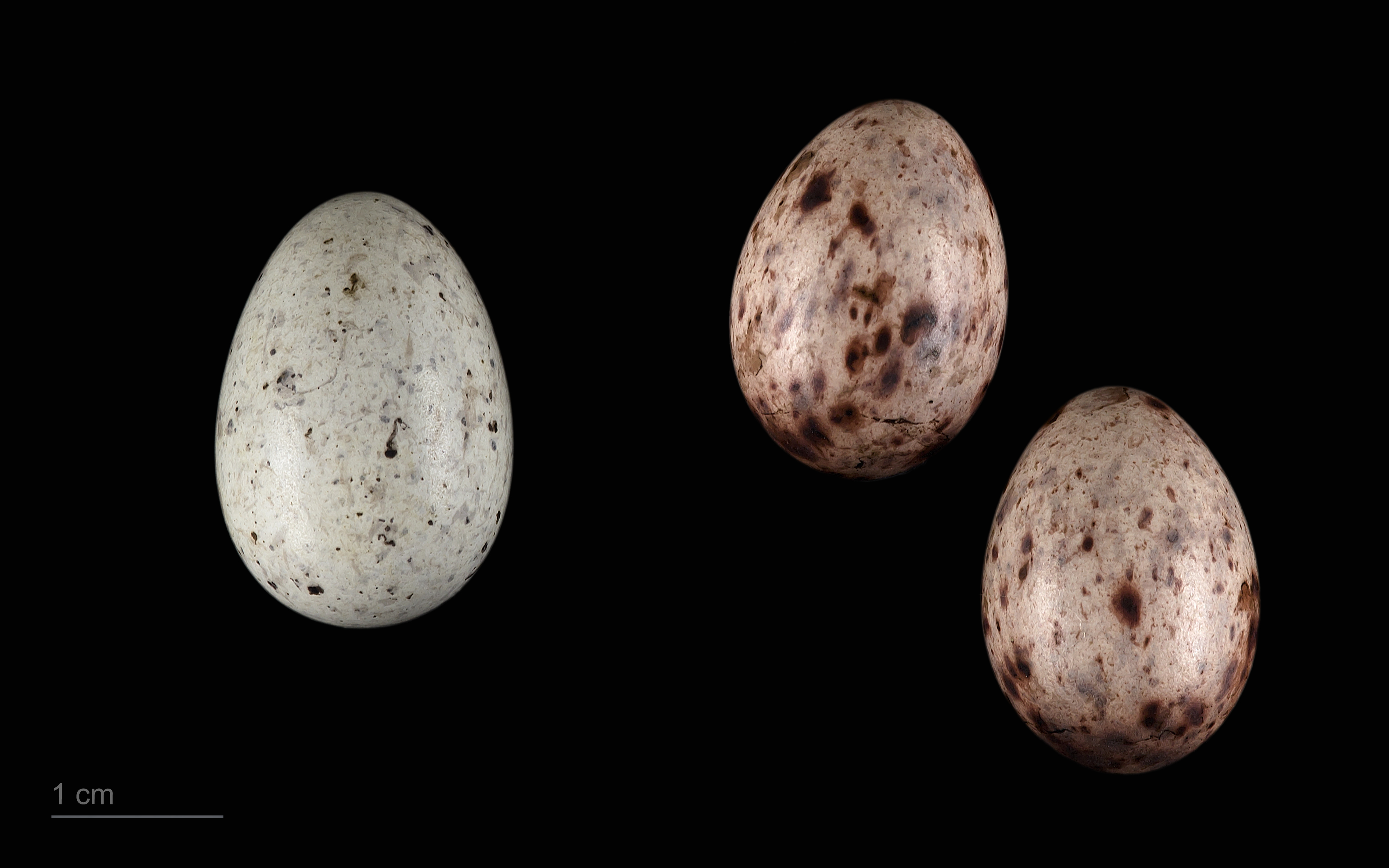
Cuculus canorus canorus + Anthus trivialis - Museum specimen
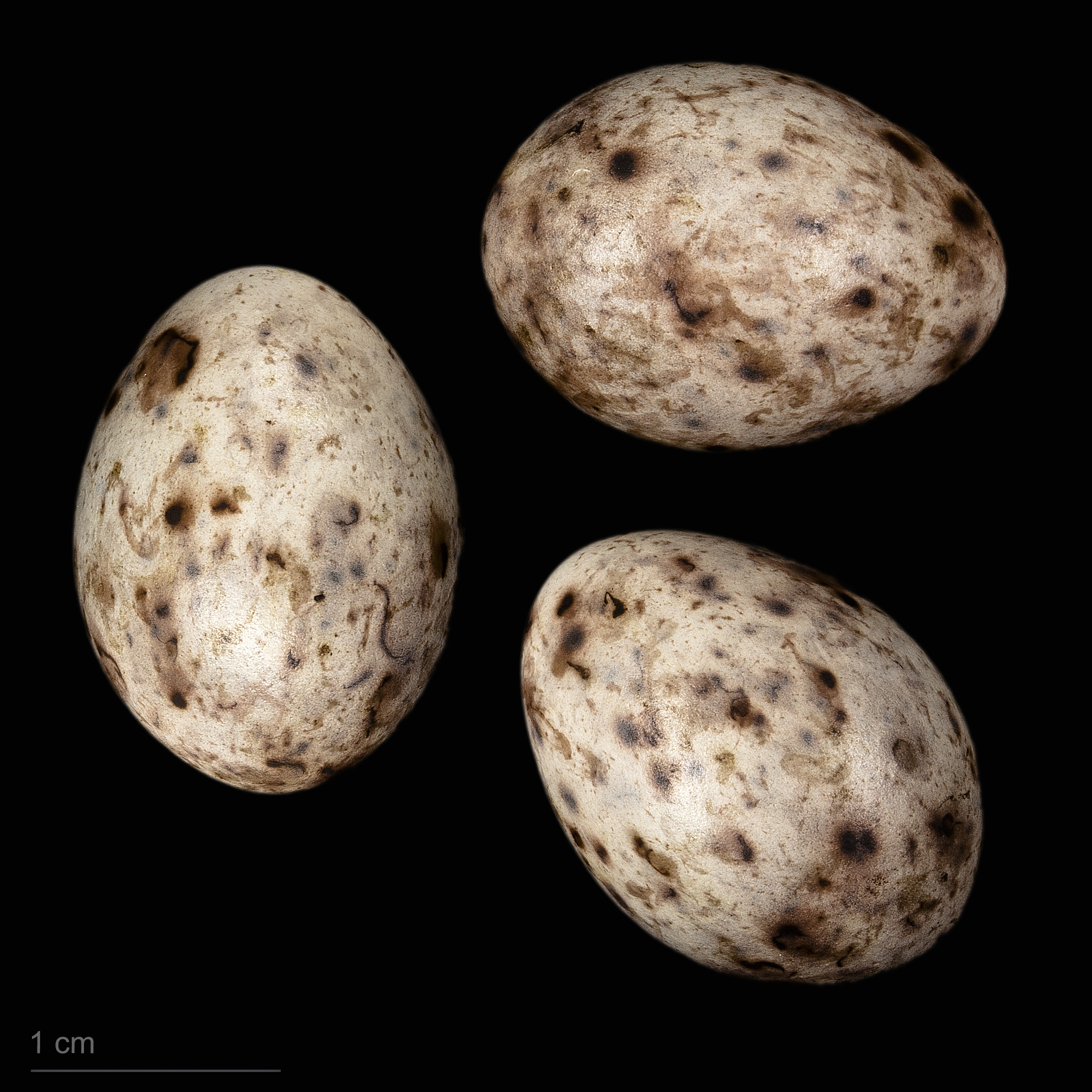
Anthus trivialis trivialis